# Назвіть ураган «Марією»
Назвіть ураган «Марією» (рос. Назовите ураган «Марией») — радянський художній телефільм 1970 року, знятий на Кіностудії ім. О. Довженка за однойменною повістю Костянтина Кудієвського.

## Сюжет
Сюжет оповідає про організацію доставки зброї робочим загонам Криму для боротьби з Врангелем. Дія відбувається в роки громадянської війни.

## У ролях
- Лариса Мальованна — Марія, комісар
- Володимир Скомаровський — штурман
- Степан Крилов — Савелій Іванович, капітан
- Євген Коваленко — Семен Гаркуша, боцман
- Володимир Алексеєнко — Єремчук, машиніст
- Михайло Федоров — Добронравов, голова виконкому
- Євген Гвоздьов — Жуков
- Юрій Шерстньов — білогвардійський офіцер
- Борис Александров — кок
- Леонід Данчишин — член екіпажу «Аскольда»
- Валерій Панарін — радист «Аскольда»
- Федір Панасенко — член екіпажу «Аскольда»
- Василь Фущич — кочегар
- Олександр Циганков — член екіпажу «Аскольда»
- Сергій Дворецький — мічман
- Лариса Грінченко — врятована пасажирка
- Сигізмунд Криштофович — пасажир в капелюсі
- Василь Перепльотчиков — епізод
- Юрій Хоменко — епізод
- Валентин Грудінін — Хоменко
- Леонід Краст — епізод

## Знімальна група
- Сценарист і режисер-постановник: Володимир Довгань
- Оператор-постановник:  Ігор Бєляков
- Художник-постановник:  Микола Рєзнік
- Композитор: Роберт Амірханян
- Звукооператор: Костянтин Коган
- Режисер: Н. Степанова
- Оператор: О. Ребракова
- Художник по гриму: А. Дубчак
- Комбіновані зйомки: оператор — Олександр Пастухов, художник — Валентин Корольов
- Режисер монтажу: Доллі Найвельт
- Редактор: В. Сіліна
- Директор картини: Олександр Шепельський